# Барберини — Фонтана-ди-Треви (станция метро)
Барберини — Фонтана-ди-Треви — станция линии А римского метрополитена. Открыта в 1980 году.

## Достопримечательности
Вблизи станции расположены:
- Пьяцца Барберини
- Фонтан Тритона
- Фонтан пчёл
- Виа Витторио-Венето
- Санта-Мария-делла-Кончеционе
- Виа дель Тритоне
- Виа Биссолати
- Виа Барберини
- Виа Систина
- Квиринал
- Квиринальский дворец
- Палаццо Барберини
- Четыре фонтана
- Фонтан Треви
- Санта-Мария-ин-Виа

## Наземный транспорт
Автобусы: 52, 53, 61, 62, 63, 80, 83, 85, 100, 160, 492, 590.